# Conus caffer
Conus caffer é uma espécie de gastrópode do gênero Conus, pertencente a família Conidae.